# Головна і другорядна фігура (геральдика)

Ковадло, оточене чотирма дзвониками (герб Нурмо)

Головна фігура —  геральдичний термін на позначення більшої фігури із кількох гербових фігур у гербі. Як правило, вона розміщується в середині поля і є найбільшою. Менші геральдичні фігури, що оточують головну, називаються другорядними.
При описі спочатку описується головна фігура, а потім другорядні. Якщо в гербі є кілька полів, як, наприклад, у випадку складених гербів, визначення ієрархії слід зробити для кожного поля окремо. Оскільки існують також інші правила для порядку опису, такі як «зверху до низу», «центр перед боком», з порядку не можна з упевненістю зробити висновок, що перша згадана фігура є головною, або що та, з більш помітним місцем є головною фігурою.
Головна фігура може бути засіяна, покрита або прикрашена іншими другорядними фігурами, або, як правило, супроводжена: якщо другорядні фігури розташовані з одного боку (зліва чи справа) до головної фігури, положення збоку має бути зазначене. Супровід вище називається надмірним, інакше також повідомляється вище або нижче. Збільшений простір для особливо підкреслених другорядних фігур.
Крім того, другорядну фігуру можна тримати в руках або лапах геральдичних тварин і людей або добавляти іншим способом.

## Приклади блазонів
|  |  |

|  |  |

|  |  |